# Rio Araguari (vattendrag i Brasilien, Minas Gerais)
Rio Araguari är ett vattendrag i Brasilien.   Det ligger i delstaten Minas Gerais, i den sydöstra delen av landet, 300 km söder om huvudstaden Brasília.
Omgivningarna runt Rio Araguari är huvudsakligen savann. Runt Rio Araguari är det mycket glesbefolkat, med 4 invånare per kvadratkilometer.